# Haus Holtfreter (Richtenberg)

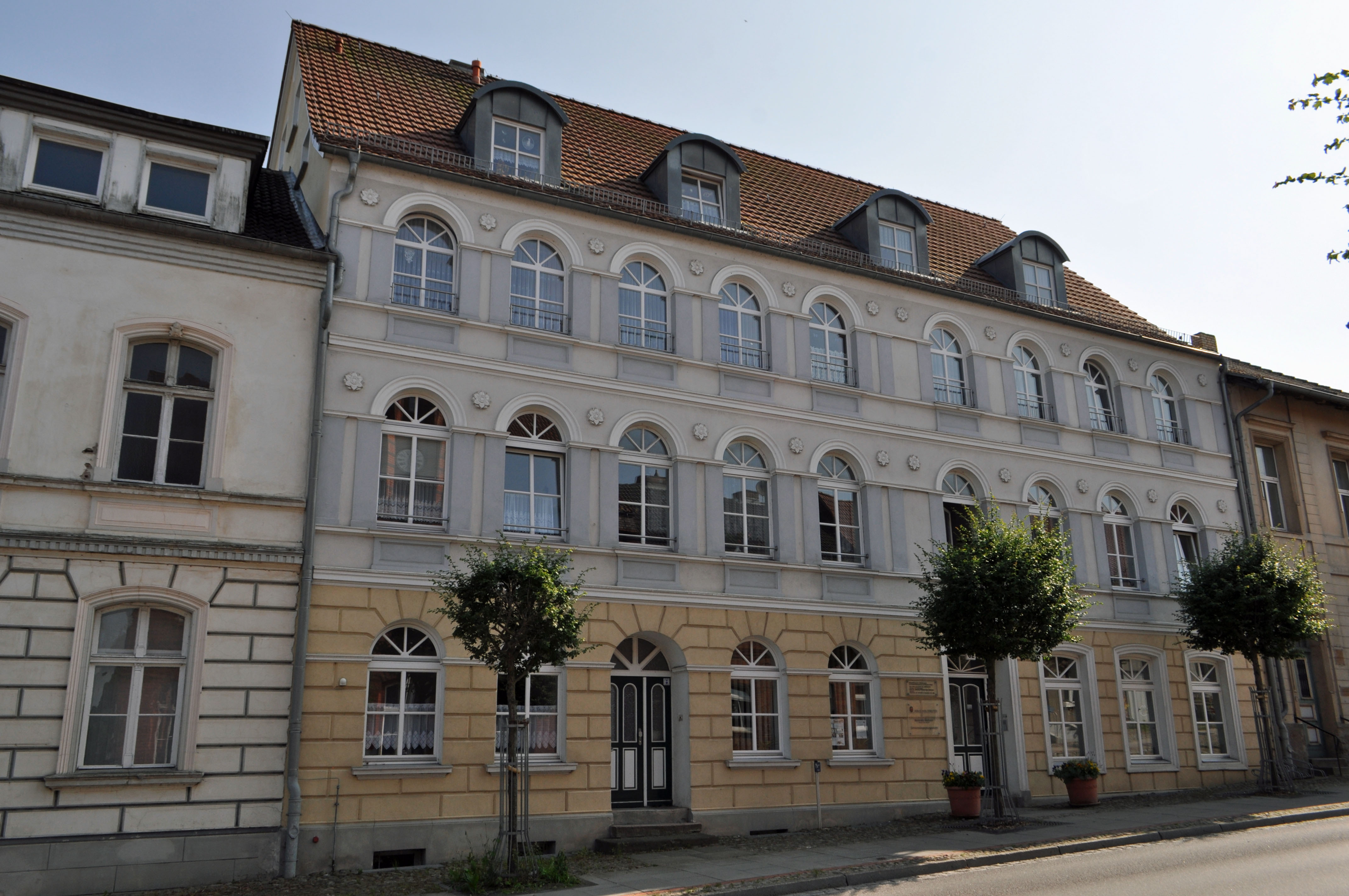

Das Haus Holtfreter in Richtenberg, Lange Straße 92, stammt von etwa 1860.
Das Gebäude steht unter Denkmalschutz.

## Geschichte
Die 1231 erstmals erwähnte, langgestreckte Kleinstadt Richtenberg im Landkreis Vorpommern-Rügen in Mecklenburg-Vorpommern hat 1303 Einwohner (2019).
Das dreigeschossige neunachsige, historisierende, sanierte Haus mit seinen Rundbogenfenstern und dem Bossenputz im Erdgeschoss war früher das Wohn- und Kontorhaus der 1795 gegründeten Brennerei und Brauerei Holtfreter. Der deutsch-amerikanische Embryologe Johannes Holtfreter (1901–1992) wurde hier geboren (Gedenktafel). Das Haus steht gegenüber dem ehemaligen Rathaus und wurde zu einem Altenwohnheim umgebaut.
Es gehört zu den wenigen dreigeschossigen Gebäuden des Ortes. Das betreute Wohnen im Haus Holtfreter wird von der Volkssolidarität Grimmen-Stralsund betrieben.